# Grotte de l'Arbreda
La grotte de l'Arbreda est une grotte contenant un gisement archéologique préhistorique, située dans la commune de Serinyà (comarque Pla de l'Estany) au nord-est de la Catalogne. Il s'agit du plus important des sites archéologiques découverts dans une série de cavités au sud du quartier El Reclau, l'ensemble étant appelé coves de Serinyà (ca) (parfois appelé coves dels Reclau) ou parc des grottes préhistoriques de Serinyà. 
Les neandertaliens y ont vécu entre -150 000 et -39 000 ans avant le présent (Paléolithique moyen). Les humains modernes l'ont occupé à leur tour entre -39 000 et -16 000 ans avant le présent (paléolithique supérieur) puis au Néolithique. L'ensemble des gisements préhistoriques du Reclau couvre une longue et riche chronologie, qui renseigne sur l'occupation humaine dans la région pendant près de 140 000 ans. Les cavités principales sont la grotte de l'Arbreda, la grotte de Mollet, la grotte du Reclau Viver et la grotte de Pau. Les grottes d'Arbreda II, de Mollet III et le Cau del Roure sont de taille plus modeste, mais possèdent des gisements archéologiques de même qualité.

## Géologie
Toutes les grottes s'ouvrent dans une frange de travertins karstifiés d'une ancienne cascade. Ces travertins se sont formés par la précipitation de carbonate de calcium (CaCO3) transporté par des eaux de surface qui descendaient en forme de cascades et de ruisseaux depuis le plateau d'Usall (Porqueres) jusque dans la passe étroite de Serinyà. Ces dépôts de carbonate de calcium ont généré des voûtes naturelles de travertin couvrant des cavités. Ensuite, le travertin s'est karstifié et des orifices de différentes tailles sont alors apparus. 
La grotte de l'Arbreda se situe à l'extrémité de l'ancien lac de Espolla. Dans un contexte géologique, l'Arbreda ainsi que les autres grottes du Reclau se trouvent à la marge ouest du plateau d'Usall (Porqueres). Ce plateau est principalement formé de roches calcaires d'origine lacustre datant du Pliocène-Quaternaire, et recouvertes par un sol brun constitué de terres rouges. Le plateau d'Usall est l'une des unités géo-morphologiques qui forment le bassin sédimentaire d'origine lacustre de Banyoles-Besalú. Ce bassin est situé entre : 
- la Garrotxa à l'ouest, formée par des reliefs datant de l'Éocène,
- la plaine de l'Empordà à l'est et au sud, une dépression recouverte de matériaux datant du Néogène et du Quaternaire,
- la Haute Garrotxa au nord, un massif de l'Éocène qui fait partie des Pré-Pyrénées.

## Histoire des découvertes
La grotte de l'Arbreda fut découverte en 1947 par le Dr. Corominas alors qu'il fouillait la grotte du Reclau Viver, mais l'excavation de cette nouvelle cavité fut abandonnée parce qu'elle donnait trop peu de résultats,,. En décembre 1972, d'autres excavations furent menées et se prolongèrent jusqu'en avril de 1973, cette fois avec des résultats très positifs. En 1975, après que la Députation de Gérone (ca:Diputació de Girona) ait acheté et protégé cette zone dite du Reclau, les excavations reprirent sous la direction de Narcís Soler avec la collaboration initiale d'Henry de Lumley et Enric Ripoll, puis se poursuivirent de façon interrompue jusqu'en 1987. Entre 1988 et 1995, les matériaux des anciennes excavations furent triés et étudiés. Ces travaux ont suscité de nombreuses investigations, collaborations et publications scientifiques. Les excavations reprirent en 1996, sous la responsabilité de l'Université de Gérone et du Musée d'Archéologie de Catalogne à Gérone sous la direction de Narcís Soler-Masferrer et de Julià Maroto-Genover. Depuis, la grotte a été fouillée sans interruptions et les campagnes annuelles continuent ainsi que l'étude des matériaux. 
En 2009, deux dents néandertaliennes ont été retrouvées dans les niveaux datés de -150000 ans par la méthode Uranium-Thorium.

## Chronologie du gisement, stratigraphie
Il est difficile d'estimer la taille totale de la grotte parce que le remplissage en cache les formes, mais par sa morphologie on suppose qu'elle mesure environ 18 mètres dans le sens nord-sud et 12 mètres d'est en ouest. Son sol est irrégulier. Sa puissance stratigraphique totale n'est pour le moment connue que pour les strates supérieures. Elle mesure plus de 11 mètres et contient des dépôts de l'Holocène, du Paléolithique supérieur et du Paléolithique moyen.
La grotte est divisée en trois secteurs : alpha, bêta et gamma. Le secteur alpha est constitué d'une profonde anse ouverte par le Dr Corominas en creusant à travers les sédiments et les blocs tombés. Il descend jusqu'à 8,80 mètres de profondeur. Le secteur gamma est situé au nord de l'alpha et représente la partie septentrionale du gisement, il mesure 5 mètres du nord au sud et 2 mètres d'est en ouest. Le secteur bêta se trouve au sud du secteur alpha.
La stratigraphie de l'Arbreda se divise en cinq périodes culturelles (du plus récent au plus ancien): Néolithique, Solutréen, Gravettien, Aurignacien évolué et Moustérien. Narcís Soler décrit la stratigraphie selon quatre grandes sections bien différenciées :
1. Des argiles rouges qui occupent l'espace que laissent les grands blocs de travertin postglaciaire, ils contiennent des artefacts du Néolithique.
2. Des argiles plus ou moins sableuses avec artefacts du Solutréen et Gravettien. La proportion de fragments et blocs de stalagmite augmente graduellement jusqu'à trouver énormes blocs de travertin entre 4 et 5 m de profondeur. Sous les blocs, se trouvent des terres noires résultant de la présence de foyers Aurignaciens et Moustériens.
3. Des argiles plus claires sans pierre et avec la présence de phosphates, entre 6,30 et les 7,50 m de profondeur, et qui contiennent des éléments Moustériens.
4. Des sédiments très altérés, avec des concrétions de manganèse que lui donnent une couleur noire. Le dernier tronçon contient du sable de grenat sans cohésion, avec une quantité extraordinaire d'industrie lithique et de restes osseux. Moustérien ancien.

La séquence stratigraphique de l'Arbreda couvre l'ensemble de la dernière glaciation : les stades et inter-stades de la glaciation de Würm y sont observables à première vue rien qu'à la coloration des terres et par l'abondance des pierres et des blocs.
Découvertes archéologiques :
- Néolithique et âge des métaux : restes humains, céramiques, industrie lithique pauvre à outils de quartz et de silex.
- Épipaléolithique : restes osseux de faune, industrie lithique pauvre et peu significative.
- Solutréen: restes abondants de faune, surtout de chevaux. Industrie lithique importante : feuilles de laurier, pointes solutréennes, pointes pédonculées asymétriques (pointes à cran), grattoirs, microlithes, ainsi qu'une industrie du quartz, quartzites et quelques galets taillés.
- Gravettien : pointes de la Gravette, grattoirs, burins, lamelles à dos, presque tout en silex et de grande qualité.
- Aurignacien : d'abondantes pièces caractéristiques de cette période : grattoirs, burins, lames étranglées. De petites lamelles Dufour et trois pointes de Châtelperron, des pointes moustériennes, des pointes Levallois, des pointes de Tayac et sagaies en os.
- Moustérien : ce sont les niveaux les plus riches pour l'industrie lithique, ainsi que pour la faune qui est très bien conservée. Le silex disparaît complètement et est remplacé par le quartz, la quartzite, le porphyre et la calcite dure. C'est dans les niveaux les plus profonds que la concentration d'outils est la plus élevée.

La grotte a aussi livré du matériel Châtelperronien, situé entre les strates supérieures finales du Moustérien (Paléolithique moyen) et les strates inférieures de l'Aurignacien (Paléolithique supérieur), soit un niveau de transition compris entre 5,8 et 6 mètres de profondeur. Les outils et restes caractéristiques de cette industrie de transition sont : des éclats levallois, des racloirs, des denticulés sur des supports de quartz et quartzite et des instruments en silex typique du Châtelperronien (3 pointes de Châtelperron, burins busqués, lamelles Dufour, etc).

## L'environnement
L'analyse des restes faunistiques de micro-mammifères révèle un paléo-paysage végétal dominé par les espaces ouverts, avec des zones boisées très réduites. La présence continue d'espèces dominantes de la macrofaune montre une faible influence des changements climatiques. Les analyses polliniques concluent de la même manière à la prédominance d'espèces non arborées, et la présence sporadique d'espèces arborées.
Pendant le Paléolithique moyen, les carnivores abondent comme l'ours des cavernes. Plus tard, le lapin devient l'espèce dominante suivie par les herbivores. Les restes faunistiques dans la grotte indiquent quatre sources possibles d'apport des os: l'activité humaine, l'apport par les carnivores (ours des cavernes, hyène, panthère, lynx et renard), des rapaces (faucon hobereau, faucon crécerelle, faucon crécerellette, hibou des marais et la chevêche d'Athéna), et enfin les animaux qui ont choisi cette cave comme terrier et y sont morts.